# Дугалд Сазерленд Макколл
Дугалд Сазерленд Макколл (англ. Dugald Sutherland MacColl; 10 березня 1859 — 21 грудня 1948) — шотландський художник-аквареліст, мистецтвознавець, викладач і письменник. Він був хранителем галереї Тейт протягом п'яти років, а також другим хранителем Зібрання Воллеса у Гертфорд-хаусі у 1912—1924 роках.